# Minervén Sport Club
Maillots
Le Minervén Sport Club est un club de football vénézuélien basé à Puerto Ordaz.

## Palmarès
- Championnat du Venezuela (1)
  - Vainqueur : 1996